# 露土戦争 (1676年-1681年)
露土戦争は、1676年から1681年にかけてロシア・ツァーリ国とオスマン帝国の間で行われた戦争である。17世紀後半のオスマン帝国の拡張政策に起因して起こった。

## 戦争の経緯
ウクライナ西部のポジーリャは1672年から1676年までの間行われたポーランド・オスマン戦争（en）でオスマン帝国に占領され荒廃した。オスマン帝国政府は、右岸ウクライナ（ウクライナ北西部・ドニエプル川右岸地域）のウクライナ・コサックのヘトマンであったペトロ・ドロシェンコによる支持を受け、1669年より右岸ウクライナ全土にオスマン帝国の法律を広めるように努めたこの親トルコ政策は多くのウクライナ・コサックの間で不満を引き起こし、1674年に唯一の全ウクライナのヘトマンとして左岸ウクライナ（ウクライナ南東部・ドニエプル川左岸地域）のヘトマンであったイヴァン・サモイロヴィッチ（en）を選んだ。
ドロシェンコはこれに反撃を行うことを決め、1676年に12,000人の兵を率い、かつてコサック国家の首都であり当時はチヒルィーン連隊の中心地であったチヒルィーンの町を占領し、隣接するオスマン帝国のトルコ・タタール軍の加勢を期待した。しかし、サモイロヴィチ率いるウクライナ軍及びグレゴリー・ロモダノフスキー（en）率いるロシア軍がチヒルィーンに押し寄せ、ドロシェンコは降伏、ロシア・ウクライナ軍はチヒルィーンに駐屯軍を残してドニエプル川の左岸へと退いた。オスマン帝国のスルタン・メフメト4世はドロシェンコの代わりに、当時スルタンの捕虜であったユーリ・フメリニツキー（en）を右岸ウクライナのヘトマンに指定した。
翌1677年7月、メフメト4世はイブラヒム・パシャに120,000人の軍を率いてチヒルィーンに進軍するように命令し、8月4日にチヒルィーンに到着した。サモイロヴィッチ及びロモダノフスキーの軍も10日に集結し、24日までにスーラ川を渡河してチヒルィーンに到着した。
26日から27日にかけて両軍が小競り合いを始めたが、戦闘でオスマン帝国軍の監視所が壊滅したため、ロシア・ウクライナ軍の渡河が容易となり、ロシア・ウクライナ軍はオスマン帝国軍を圧倒し、28日にはイブラヒムのキャンプを攻撃して多数の死傷者を与えた。翌29日、イブラヒムはチヒルィーンの包囲をやめてイグル川に撤退。オスマン帝国軍は20,000人の兵を失い、イブラヒムはコンスタンティノープルへの帰還と共に収監された。
1678年7月、大宰相カラ・ムスタファ・パシャに率いられた80,000人のオスマン帝国軍は再びチヒルィーンへと押し寄せた。200,000人のロシア・ウクライナ軍はオスマン帝国軍の防衛線を突破したが、既にチヒルィーンは11日にオスマン帝国軍に占領されていた。ロシア軍はドニエプル川を越えて撤退し、追撃するオスマン帝国軍を撃退し、戦闘は沈静化した。
1679年から1680年にかけてロシア軍はクリミア・タタール人の攻撃を撃退し、1681年1月にバフチサライ条約に調印した。この条約によってオスマン帝国とロシアの国境がドニエプル川によって確定された。